# Josef Fulka
Doc. Mgr. Josef Fulka, Ph.D., (* 22. března 1976 České Budějovice) je český filosof a překladatel.
Vystudoval filosofii na Filozofické fakultě UK. Překládá z francouzštiny, hlavně francouzské strukturalisty a poststrukturalisty. Působí jako docent na Fakultě humanitních studií UK v Praze a na Oddělení současné kontinentální filosofie Filosofického ústavu Akademie věd ČR. Zabývá se filosofií 18. a 20. století, literární teorií, teorií psychoanalýzy a lingvistikou znakových jazyků.
V roce 2009 získal Prémii Otto Wichterleho za mimořádný vědecký výkon pro badatele do 35 let.